# Lampetis nataliae
Lampetis nataliae es una especie de escarabajo del género Lampetis, familia Buprestidae. Fue descrita científicamente por Krajcik en 2008.